# Kościół w Hangvar
Kościół w Hangvar – świątynia należąca do diecezji Visby Kościoła Szwecji. Znajduje się w północnej części Gotlandii.

## Architektura
Kościół ten pochodzi z XIII wieku. Najstarsze jego części to prezbiterium i nawa, wieża jest nieco młodsza. Kościół zastąpił prawdopodobnie poprzednią świątynię stojącą w tym miejscu. Obecna zakrystia powstała w XVIII wieku. Szczególnie ciekawy jest jeden z portali, ozdobiony rzeźbionymi kolumnami i rzeźbą głowy mężczyzny. Strop w świątyni wsparty jest od wnętrza na pojedynczej centralnej kolumnie.

## Wnętrze

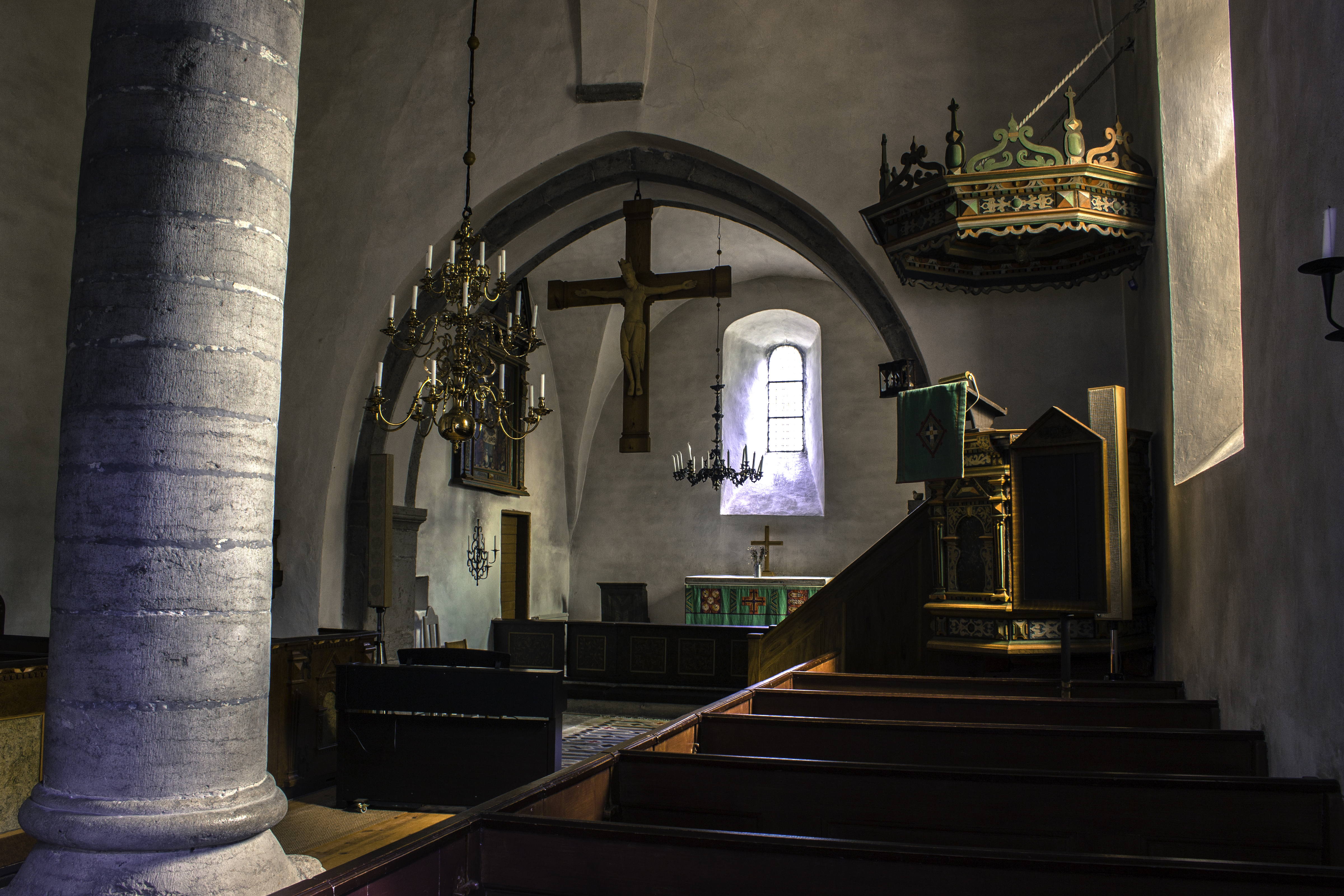
Wnętrze

Wśród wyposażenia znajduje się wapienna chrzcielnica datowana na połowę XIII wieku. Ambona pochodzi z 1633 roku, zaś drewniany ołtarz z 1684 roku. Widoczny we wnętrzu łuku tęczowego krzyż jest kopią XII-wiecznego dzieła. Niegdyś w kościele znajdowało się sześć drewnianych rzeźb z czasów średniowiecza; aktualnie można je oglądać w Muzeum Gotlandii w Visby.